# Pokémon GO
《Pokémon GO》，又稱寶可夢GO是一款基于位置服务的增强现实类智慧型手機遊戲，由任天堂和寶可夢公司授权，Niantic负责开发和运营。于2016年7月起在iOS和Android雙平台发布。玩家以现实世界为平台，捕捉、战斗、训练和交易「寶可夢」。游戏採取免费发布與付費道具機制。
官方後續推出周邊設備Pokémon GO Plus，利用蓝牙连接手机，在附近有宝可梦时推送通知。

## 發展
2016年3月4日，Niantic宣布在該月下旬将在日本独家进行内部测試，允许玩家在游戏正式发布前参与对游戏的改进。4月7日，内测扩展到澳洲和新西兰。5月16日，针对美国开放内测申请。2016年7月6日在澳大利亚和新西兰发行、7日在美国发行。游戏发布后任天堂的股票价格在一天内暴升9%。任天堂在東京交易所的股價兩週內急升100%；遊戲發布前的7月6日收盤價14380日圓，到了7月19日股價上升到突破了3萬日幣。截至2016年8月1日，游戏的下载量在全球范围内已超过1亿次，Pokémon GO亦成為《Google 2016年度搜尋排行榜》香港熱爆關鍵字組別的第一位。
2016年12月12日開放部分第二世代（城都地區）寶可夢、2017年2月17日開放大多數第二世代寶可夢、於2017年6月20日更改道館對戰機制並推出團體戰。
2017年10月21日陸續推出第三世代（豐緣地區）寶可夢，於2018年3月20日新增田野調查任務，於2018年6月18日開放交換寶可夢和朋友互贈禮物功能。
2018年10月16日晚間開放第四世代（神奧地區）寶可夢。
2019年9月17日開放部分第五世代（合眾地區）、2020年11月11日開放將寶可夢傳送至Pokémon Home。
2020年12月2日開放部分第六世代（卡洛斯地區）寶可夢，2021年8月20日上午十時起，部分來自第八世代（伽勒爾地區）寶可夢將會登場，當中包括蒼響和藏瑪然特（百戰勇者形態）及開放先前已經推出的伽勒爾地區形態寶可夢異色版本。
2022年3月1日開放部分第七世代（阿羅拉地區）寶可夢。
2023年9月5日開放部分第九世代（帕底亞地區）寶可夢。
2024年9月3日正式開放第八世代（伽勒爾地區）寶可夢外加極巨化。

## 玩法及各大型活動

### 概說
《寶可夢GO》的玩法与系列正统作品並不太相似。玩家需要在游戏世界中捕获宝可梦并训练它们。游戏世界的地图是现实世界的整个地球，而基础数据是来自开发商Niantic之前的作品《Ingress》，像《GO》中可以给玩家提供免费道具的宝可補給站（PokéStop）和道馆（Gym）就是基于《Ingress》地图上的传送门（Portal）的位置数据。此外在游戏中会针对不同区域提供不同的宝可梦，比如在靠近水（湖泊、海岸、河滩）的区域，水系的宝可梦出现的概率会比其他地方的要高。玩家在游戏中的移动是基于玩家在现实世界中的位置，例如此前只在正统作品中的孵蛋系统也在本作中登场，玩家在获得宝可梦蛋后可以使用孵蛋器，而要孵化《GO》中提供的宝可梦蛋，需要玩家在现实中行走或移动来达到一定距离才可以孵化成功，获得新的宝可梦。在系列中的道馆也有在本作中出现，不同隊的玩家在道馆会有战斗，目前有靈犀隊（黃）、叡智隊（藍）、武勇隊（紅）。
游戏与系列正统相比，在许多方面都有大幅简化。例如在本作中捕捉宝可梦只需要对其扔出精灵球进行捕捉，而非像正统作品里需要先进行战斗后再进行抓捕。（團體戰還是如同正統作品上進行，但有時間限制）而在宝可梦的养成上，玩家也仅需要使用同一类宝可梦的糖果便可以加强其宝可梦的能力，并且在游戏中使宝可梦进化也是采用这种方式，而非像正统作品里需要达到一定等级才可以。游戏的付费内容包括了购买游戏中的虚拟货币“PokéCoins”来购买升级游戏中玩家自己的道具，而此貨幣也可以透過防守道館來獲得。
- 原先就有王者之證、日之石、金屬膜、龍之鱗片和升級資料。
- 醜醜魚在2018年4月22日出現，此時增加了走路進化。之後盆才怪、小福蛋、魔尼尼、滾滾蝙蝠亦加入。
- 2018年11月15日開始，增加道具「神奧之石」進化，往後2019年9月也出現「合眾之石」
- 2020年1月11日增加「連線交換」進化，交換後無須糖果便可進化。
- 伽勒爾大蔥鴨、哭哭面具以夥伴加條件的進化。

### 對戰

#### 團體戰
在2017年6月19日的更新中，遊戲加入了「團體戰」（Raid Battles）系統。團體戰開始前，道館上方將會出現一顆蛋。當倒計時結束後，「頭目寶可夢」就會從中出現。玩家可透過道館轉盤取得免費團體戰入場券，背包內只能有一張且不可丟棄和囤積， 每日只可取得一張。特級團體戰入場券則需要金幣購買且可囤積。使用入場券進入團體戰後，便可以挑戰頭目寶可夢，一場參與人數最多可達20人，5級以上玩家皆可參與。團體戰的難度依序分成五種等級，最高難度為傳說級（Legendary）。2017年7月25日第一隻傳說級寶可夢洛奇亞出現在團體戰。2017年8月14日加入VIP團體戰。
在限定時間內擊敗頭目寶可夢，便有機會捕捉頭目寶可夢，該寶可夢只能用紀念球捕捉，紀念球無法保留，且球數受到傷害量、佔領道館隊伍、團隊貢獻以及好友等級（2018年6月22日更新）等影響。除此之外也有機會獲得神奇糖果、金色蔓莓果、招式學習器、經驗值和星塵。每個人捕捉的頭目寶可夢IV值和技能皆不同，Iv值皆為66以上（攻擊，防禦及血量皆為10），等級為20等（有天氣加成情況下為25等）。

##### VIP團體戰
2017年9月7日，日本首次開放VIP團體戰，9月13日，世界各地陸續開放VIP道館，超夢是第一隻出現在VIP團體戰的傳說級寶可夢。2018年9月21日，幻之寶可夢代歐奇希斯出現在VIP團體戰且取代超夢。並且開放玩家將收到的VIP入場券分享給1位朋友，僅能邀請友誼等級為「麻吉好朋友」以上的朋友。
只有收到「VIP團體戰入場券」邀請的玩家才能參加VIP團體戰，在過去一週內在VIP道館團體戰中獲勝的玩家才有機會獲得邀請函，且只有VIP道館能獲得VIP團體戰入場券，玩家可透過道館資訊中的標籤（右上角）確認該道館是否會舉行VIP團體戰。邀請函上會說明VIP團體戰的限定時間及道館地點。若官方取消該場VIP團體戰，玩家會獲得 50000 星塵與 5 張團體戰票券做為補償。
另外VIP的寶可夢亦有可能在一般的五星等級團體戰中出現，如2019年9月出現的代歐奇希斯。
受COVID-19疫情影響，VIP團體戰由2020年3月起暫停。

##### 遠距團體戰
2020年4月，為了因應讓許多因COVID-19疫情而遭禁足政策影響的訓練家，遊戲加入了「遠距團體戰」的新功能。「遠距團體戰」與一般的團體戰一基相同，差別在於訓練家不須靠近道館，只須透過點擊遠方的道館，或別的訓練家的邀請，便可進入團體戰。遠距團體戰使用遠距團體戰入場卷進入而非一般的入場卷。

#### 道館對戰
同顏色隊伍守方可在道館內放六隻寶可夢，每守滿10分鐘獎勵一元皮卡丘幣，每日限額50元。
守方寶可夢被攻擊後，若未用莓果補血，第三次被攻擊完後將被踢出道館。在第一隻被踢出道館後十分鐘後同隊可再進入道館補缺。
攻方不限訓練家人數，訓練家在走到道館範圍，即可進入遊戲道館並選派六隻寶可夢攻擊守方寶可夢，攻方可互相合作，用雙扣或三扣血同步扣同隻寶可夢的血量，讓該隻寶可夢來不及補血量被踢出道館。
當守方道館上寶可夢都被踢出道館後，攻方可選派寶可夢放入道館，角色變成守方，道館顏色亦同步更換。

#### 訓練家對戰
在2018年12月13日的更新中，遊戲推出新功能「訓練家對戰」系統。訓練家對戰中，玩家可派出背包中的三隻寶可夢與另一位訓練家對戰。一般情況的對戰，訓練家彼此之間的距離不能過遠，然而友誼等級為「麻吉好朋友」以上的訓練家可以進行遠距離對戰。對戰結束後，雙方都可以獲得獎勵。對戰模式分別為三種對戰聯盟，每個聯盟的能派出的寶可夢CP值上限不同。此外，玩家也能與隊長練習對戰
，但此模式經常出現延遲及各種錯誤，例如無法點擊技能按鈕等。

#### GO 對戰聯盟
在2020年初，遊戲推出了「GO 對戰聯盟」的新遊戲機制，開放給所有等級10以上的訓練家使用。GO 對戰聯盟與訓練家對戰的規則大致相同，差別在於所選擇的隊伍不能使用重複的寶可夢，而戰鬥的對象不是身邊朋友而是來自世界各地隨機配對的訓練家，並會以Elo等級分制度計算積分。GO對戰聯盟以五場戰鬥為一組比賽，訓練家在完成一組比賽後可依獲勝的場數獲得相應的星星沙子、道具、特殊寶可夢等做為奬勵，在一般情況下一天最多可進行五組比賽。在最初設計的機制中訓練家必須先走至少三公里才能開啟一組GO對戰聯盟的比賽，但這個機制很快因為全球嚴重特殊傳染性肺炎疫情而取消至今，目前無須走路便可自由開啟一組比賽。GO對戰聯盟的賽季約為三個月，當一個賽季結束後，等級分會重新計算，而玩家也會依當季表現獲得豐厚的星星沙子和道具。

### 夥伴系統
在2016年9月的更新中，游戏加入了“伙伴宝可梦”（Buddy Pokémon）系统。该系统允许玩家从自己的宝可梦中选出一只宝可梦，它会出现在玩家的个人档案页面；而且随着玩家的步行距离它会获得相应的神奇糖果等奖励。

### 田野調查
在2018年3月的更新中，遊戲加入了“田野任務”系統。這項任務系統有兩種，分別為田野調查任務及夢幻特殊調查任務。田野調查任務無次數限制，一天可完成無限的任務。可透過補給站獲得任務且每個補給站一天只能轉到一次任務，並在每日跨日後刷新任務。每完成一項任務可獲得一個圖章，一天最多獲得一個圖章。當玩家集滿七個圖章可獲得特殊獎勵，如傳說寶可夢。特殊調查分為八項關卡，完成後會獲得幻之寶可夢 。2018年8月的更新中，加入了時拉比的特殊調查任務。2018年萬聖節新增花岩怪特殊調查任務。2018年11月17日新增美錄坦特殊調查任務。

### 好友系統
在2018年6月22日的更新後，遊戲正式加入了交換與送禮系統，玩家可透過系統傳送寶可夢和獲取糖果，以及透過轉盤獲得友情禮物和打開友情禮物獲得道具與七公里蛋（只有從別的玩家收到的禮物才能打開）。
玩家使用一般交換時所需星星沙子為100，一天的交換次數上限為100隻，交換距離大於100km時可獲得最多糖果（沒有糖果加倍時為3顆糖）。
當玩家交換傳說寶可夢，異色寶可夢，或是尚未登錄到圖鑑的寶可夢時，需使用「特殊交換」，一天只能進行一次特殊交換。特殊交換所需的星星沙子會受到好友等級影響。交換後的寶可夢cp與iv數值會隨機變動。
好友等級依序分為好朋友（交友1天）、給力好朋友（交友7天）、麻吉好朋友（交友30天）與正港好朋友（交友90天）。交友等級越高，特殊交換時所需星星沙子越少，並且與好友一起道館對戰與團體戰時會有額外獎勵。
（需要等級分別為100、800、40000星星沙子）
在2018年7月23日的更新後，玩家透過交換有機率獲得亮晶晶寶可夢。亮晶晶寶可夢強化時所需星星沙子比其他寶可夢少且強化速度比其他寶夢快。另外亮晶晶寶可夢的iv值皆為80或以上（攻擊，防禦及血量皆為12）。
在2019年4月8日的更新後，遊戲加入「亮晶晶好朋友」系統，觸發亮晶晶好朋友的條件有，交換寶可夢、互贈禮物與參加各種對戰，且必須為「正港好朋友」。玩家與朋友變成「亮晶晶好朋友」時，雙方都會收到通知。進行交換寶可夢時，雙方的寶可夢都會變成「亮晶晶寶可夢」。交換之後，雙方的狀態就會變回正港好朋友，之後每天仍然有機會再次和對方成為亮晶晶好朋友。
- 幻之寶可夢（除美錄坦、美錄梅塔）、暗影寶可夢「不可交換」
- 傳說寶可夢、其中一方未開圖鑑、淨化後寶可夢視為「特殊交換」
- 不能將已經交換過寶可夢再次交換。

### 活動

#### 社群日
自從2018年1月起，每個月都會舉辦一次Pokémon GO 社群日，會有一隻特定的寶可夢大量出現且該特定寶可夢異色的機率會加倍。寶可夢擁有的限定招式是僅能在社群日獲得的，且無法用招式學習器獲得。另外招式學習器改掉社群日招式後，亦不會再次學會社群日招式。（其他活動限定招式亦然）改掉時會提醒「寶可夢將無法重新學會（招式），確定要忘記嗎?」而“厲害招式學習器”能讓寶可夢學習以前只有在社群日或團體戰日等活動中才有的招式。 與以往的招式學習器不同的是，以往的招式學習器會讓寶可夢隨機學習一般招式或特殊招式，且不包含活動專有的招式。從2018年7月開始，每個月的社群日是星期六與星期日輪流進行。
| Pokémon GO 社群日列表       | Pokémon GO 社群日列表 | Pokémon GO 社群日列表 | Pokémon GO 社群日列表 | Pokémon GO 社群日列表 |
| 寶可夢                      | 時間 | 限定招式 | 特別獎勵 | 備註 |
| --------------------------- | --- | --- | --- | --- |
| 皮卡丘                      | 2018年1月20日中午11點至下午2點 歐洲、中東、非洲及印度：UTC 1月20日上午10點至下午1點 美洲及格陵蘭：PST 1月20日上午11點至下午2點 | 衝浪 | 經驗值加倍、3小時誘餌模組 | |
| 迷你龍                      | 2018年2月24日中午11點至下午2點                                                                                                 | 流星群 | 3倍捕捉星星沙子、3小時誘餌模組 | 伺服器故障 亞太地區延長三小時                                                                                             |
| 妙蛙種子                    | 2018年3月25日中午11點至下午2點                                                                                                 | 瘋狂植物 | 3倍捕捉經驗值、3小時誘餌模組 | |
| 咩利羊                      | 2018年4月15日中午11點至下午2點                                                                                                 | 龍之波動 | 孵蛋所需距離縮短1/4、3小時誘餌模組 | 伺服器故障 亞太地區延長1小時                                                                                              |
| 小火龍                      | 2018年5月19日中午11點至下午2點                                                                                                 | 爆炸烈焰 | 3倍捕捉星星沙子、3小時誘餌模組 | |
| 幼基拉斯                    | 2018年6月16日中午11點至下午2點                                                                                                 | 擊落 | 3倍捕捉經驗值、3小時誘餌模組 | 伺服器故障 亞太地區延長2小時                                                                                              |
| 傑尼龜                      | 2018年7月8日中午11點至下午2點                                                                                                  | 加農水炮 | 孵蛋所需距離縮短1/4、3小時誘餌模組 | 日本地區因豪雨延期至8月4日，田野任務能抓到帶墨鏡傑尼龜                                                                    |
| 伊布                        | 2018年8月11日中午11點至下午2點 和2018年8月12日中午11點至下午2點                                                                | 珍藏 | 3倍捕捉星星沙子、3小時誘餌模組 | |
| 菊草葉                      | 2018年9月22日中午11點至下午2點                                                                                                 | 瘋狂植物 | 3倍捕捉經驗值、3小時誘餌模組 | 下午2-3點由百變怪變身的幻之寶可夢「美錄坦」大量出現                                                                       |
| 鐵啞鈴                      | 2018年10月21日中午11點至下午2點                                                                                                | 彗星拳 | 孵蛋所需距離縮短1/4、3小時誘餌模組 | 系統異常 10月28日再次舉辦                                                                                                 |
| 火球鼠                      | 2018年11月10日中午11點至下午2點                                                                                                | 爆炸烈焰 | 2倍捕捉經驗值、2倍捕捉星星沙子、3小時誘餌模組 | 伺服器故障 亞太地區延長2小時                                                                                              |
| 2018年所有社群日寶可夢      | 2018年12月1日凌晨至12月3日下午3點                                                                                              | 活動期間可進化各寶可夢限定招式 | 2倍捕捉經驗值、2倍捕捉星星沙子、3小時誘餌模組、孵蛋所需距離縮短1/2 | |
| 小鋸鱷                      | 2019年1月13日中午11點至下午2點                                                                                                 | 加農水炮 | 孵蛋所需距離縮短1/4、3小時誘餌模組 | |
| 小山豬                      | 2019年2月17日中午11點至下午2點                                                                                                 | 原始之力 | 3倍捕捉星星沙子、3小時誘餌模組、當日對戰獎勵能領五次 | |
| 木守宮                      | 2019年3月23日下午3點至下午6點                                                                                                  | 瘋狂植物 | 孵蛋所需距離縮短1/4、3小時誘餌模組 | |
| 寶貝龍                      | 2019年4月13日下午3點至下午6點                                                                                                  | 逆麟 | 3倍捕捉星星沙子、3小時誘餌模組 | 因伺服器故障，亞太地區延長2小時、8:00~8:30發生進化沒有限定招式錯誤                                                        |
| 火稚雞                      | 2019年5月19日下午3點至下午6點                                                                                                  | 爆炸烈焰 火焰踢（開放新招式） | 3倍捕捉星星沙子 | |
| 懶人獺                      | 2019年6月8日下午3點至下午6點                                                                                                   | 泰山壓頂 | 孵蛋所需距離縮短1/4、3小時誘餌模組 | |
| 水躍魚                      | 2019年7月21日下午4點至下午7點                                                                                                  | 加農水炮 | 3倍捕捉經驗值、3小時誘餌模組 | |
| 拉魯拉絲                    | 2019年8月3日下午4點至下午7點                                                                                                   | 同步干擾 | 孵蛋所需距離縮短1/4、3小時誘餌模組 | |
| 草苗龜                      | 2019年9月15日上午11點至下午2點                                                                                                 | 瘋狂植物 | 3倍捕捉星星沙子、3小時誘餌模組 | [ 43 ] |
| 大顎蟻                      | 10月12日上午11點至下午2點 | 大地之力 | | |
| 小火焰猴                    | 11月16日上午11點至下午2點 | 爆炸烈焰 | | |
| 2018-2019年所有社群日寶可夢 | 2019年12月14日凌晨至12月15日下午9點                                                                                            | 活動期間可進化各寶可夢限定招式 | 2倍捕捉經驗值、2倍捕捉星星沙子、3小時誘餌模組、孵蛋所需距離縮短1/2 | |
| 波加曼                      | 2020/01/19 11:00~14:00 | 加農水炮 | 孵蛋所需的行走距離是平常的1/4、3小時誘餌模組 | |
| 獨角犀牛                    | 2020年2月22日上午11點至下午2點（北半球） 下午3點至下午6點（南半球）                                                            | 岩石炮 | 3倍捕捉星星沙子 | 六尾、腕力、迷你龍、獨角犀牛之間選擇                                                                                      |
| 凱西                        | 2020年4月25日上午11點至下午5點                                                                                                 | 雙倍奉還 | 捕捉寶可夢可獲得的星星沙子 X 3、 3小時薰香 | 原定2020年3月15日上午11點至下午2點（北半球）下午3點至下午6點（南半球），因2019新型冠状病毒在全球各地延燒延至4月25日舉辦。 |
| 橡實果                      | 2020年5月24日上午11點至下午5點                                                                                                 | 種子機關槍 | 2倍捕捉經驗值、 3小時薰香 | |
| 獨角蟲                      | 2020年6月20日上午11點至下午5點                                                                                                 | 直衝鑽 | 捕捉寶可夢可獲得的星星沙子 X 3、 3小時薰香 | 獨角蟲、鬼斯、傑尼龜和穿山鼠間選擇                                                                                        |
| 鬼斯                        | 2020年7月19日上午11點至下午5點                                                                                                 | 暗影拳 | 孵蛋所需距離縮短1/4、 3小時薰香 | 獨角蟲、鬼斯、傑尼龜和穿山鼠間選擇 社群日限定的特殊調查「詭異的鬼斯」                                                     |
| 鯉魚王                      | 2020年8月8日上午11點至下午5點（北半球）                                                                                        | 水流尾 | 捕捉寶可夢可獲得的星星沙子 X 3、 3小時薰香 | 社群日限定的特殊調查「跳躍吧魚寶可夢！」                                                                                  |
| 多邊獸                      | 2020年9月20日上午11點至下午5點（北半球）                                                                                       | 三重攻擊 | 3倍捕捉經驗值、3小時薰香 | 社群日限定的特殊調查「解開虛擬寶可夢之謎！」                                                                              |
| 小火龍                      | 2020年10月17日上午11點至下午5點                                                                                                | 龍息 | 捕捉寶可夢可獲得的星星沙子 X 3 | 社群日限定的特殊調查「尾巴的故事」                                                                                        |
| 電擊獸                      | 2020年11月15日上午11點至下午5點                                                                                                | 噴射火焰 | 孵蛋所需的行走距離將縮減為平常的1/4，3小時薰香。 | 社群日限定的特殊調查「電擊獸擊電」                                                                                        |
| 鴨嘴火獸                    | 2020年11月21日上午11點至下午5點                                                                                                | 十萬伏特 | 孵蛋所需的行走距離將縮減為平常的1/4，3小時薰香 | 社群日限定的特殊調查「燃燒吧！鴨嘴火獸！」                                                                                |
| 2019-2020年所有社群日寶可夢 | 2020年12月12日至12月13日上午11點至下午5點                                                                                      | 活動期間可進化各寶可夢限定招式 | 捕捉寶可夢可獲得的星星沙子 X 2、孵蛋所需的行走距離將縮減為平常的1/2、3小時薰香 | |
| 腕力                        | 2021年1月16日上午11點至下午5點                                                                                                 | 以牙還牙 | 捕捉寶可夢可獲得的星星沙子 X 2、3小時薰香 | 社群日限定的特殊调查“腕力冲冲冲！”                                                                                        |
| 毒薔薇                      | 2021年2月7日上午11點至下午5點                                                                                                  | 種子機關槍 氣象球（火屬性） | 孵蛋所需的行走距離將縮減為平常的1/4、3小時薰香 | 社群日限定的特殊调查“好一朵美丽的毒蔷薇”                                                                                  |
| 小箭雀                      | 2021年3月6日上午11點至下午5點                                                                                                  | 燒盡 | 捕抓寶可夢經驗3倍、薰香效果3小時 | 社群日限定的特殊調查“勇敢的小鳥”                                                                                          |
| 藤藤蛇                      | 2021年4月11日上午11點至下午5點                                                                                                 | 瘋狂植物 | 星星沙子增加3倍、薰香效果延長3小時 | 社群日限定的特殊調查“藤藤蛇的日光浴”                                                                                      |
| 青綿鳥                      | 2021年5月15日上午11點至下午5點                                                                                                 | 月亮之力 | 孵蛋所需的行走距離將縮減為平常的1/4、3小時薰香 | 社群日限定的特殊調查“綿翼小鳥”                                                                                            |
| 圓陸鯊                      | 2021年6月6日上午11點至下午5點                                                                                                  | 大地之力 | 3小時薰香、捕抓寶可夢經驗3倍 | 社群日限定的特殊調查“大口咬住”                                                                                            |
| 暖暖豬                      | 2021年7月3日上午11點至下午5點                                                                                                  | 爆炸烈焰 | 3小時薰香、3小時誘餌模組、3倍星星沙子 | 社群日限定的特殊調查“火烤樹果”                                                                                            |
| 伊布                        | 2021年8月14、15日上午11點至下午5點                                                                                             | 水伊布：熱水、雷伊布：電磁炮、火伊布：蠻力、太陽伊布：暗影球、月亮伊布：精神強念、葉伊布：種子機關槍、冰伊布：水之波動、仙子伊布：精神衝擊 | 孵蛋所需的行走距離減少為平時的1/4、薰香效果延長為3小時、誘餌模組延長3小時 | 社群日限定的特殊調查“你的選擇”                                                                                            |
| 水水獺                      | 2021年9月19日上午11點至下午5點                                                                                                 | 加農水炮 貝殼刃（開放新招式） | 捕抓寶可夢經驗3倍、薰香效果延長為3小時、誘餌模組延長為3小時，雨露誘餌模組將能吸引水水獺出現 | 社群日限定的特殊調查“從扇貝貝到足刃”                                                                                      |
| 夜巡靈                      | 2021年10月9日上午11點至下午5點                                                                                                 | 暗影球 | 星星沙子增加3倍、薰香效果延長為3小時、誘餌模組延長為3小時 | 社群日限定的特殊調查“夜夜夜巡靈”                                                                                          |
| 小貓怪                      | 2021年11月21日上午11點至下午5點                                                                                                | 精神之牙 | 孵蛋所需的行走距離減少為平時的1/4、薰香效果延長為3小時、誘餌模組延長3小時 | 社群日限定的特殊調查“電光閃光閃亮亮”                                                                                      |
| 2020-2021年所有社群日寶可夢 | 2021年12月18日至12月19日上午11點至下午5點                                                                                      | 活動期間可進化各寶可夢限定招式 | 薰香效果延長3小時、誘餌模組延長3小時、孵蛋所需的行走距離減少為平時的1/2、捕抓寶可夢經驗加倍、捕抓寶可夢時的星星沙子加倍 | 特殊獎勵：交換時所需的星星沙子減少25%、每天獲得一次額外特殊交換                                                           |
| 海豹球                      | 2022年1月16日上午11點至下午5點                                                                                                 | 細雪、冰錐 | 捕抓寶可夢經驗加倍、薰香效果延長3小時、誘餌模組延長3小時 | 社群日限定的特殊調查“圓圓海豹球”                                                                                          |
| 妙蛙種子 （經典）           | 2022年1月22日下午2點至下午5點                                                                                                  | 瘋狂植物 | 捕抓寶可夢經驗加倍、薰香效果延長3小時、誘餌模組延長3小時 | 社群日限定的特殊調查“妙蛙種子經典社群日”                                                                                  |
| 毽子草                      | 2022年2月12日上午11點至下午5點                                                                                                 | 雜技 | 星星沙子增加3倍、薰香效果延長3小時、誘餌模組延長3小時、活動結束前兩個小時可在道館獲得3張免費團體戰入場券 | 社群日限定的特殊調查“飄飄毽子草”                                                                                          |
| 穿山鼠 阿羅拉穿山鼠         | 2022年3月13日上午11點至下午5點                                                                                                 | 暗襲要害（穿山王） 暗影爪（阿羅拉穿山王）                                                                                                  | 孵蛋所需的行走距離減少為平時的1/4、薰香效果延長3小時、誘餌模組延長3小時 | 社群日限定的特殊調查“沙隱雪隱”                                                                                            |
| 水躍魚 （經典）             | 2022年4月10日下午2點點至下午5點                                                                                                | 加農水炮 | 捕抓寶可夢經驗3倍、薰香效果延長3小時、誘餌模組延長3小時 | 社群日限定的特殊調查“水躍魚經典社群日”                                                                                    |
| 童偶熊                      | 2022年4月23日下午2點至下午5點                                                                                                  | 吸取拳 | 捕抓寶可夢經驗3倍、捕抓寶可夢糖果加倍、捕抓寶可夢獲得童XL糖果的機率加倍、薰香效果延長3小時、誘餌模組延長3小時 | 社群日限定的特殊調查“抓狂毛茸茸”                                                                                          |
| 阿羅拉小拳石                | 2022年5月21日上午11點至下午2點                                                                                                 | 滾動 | 捕抓寶可夢經驗3倍、捕抓寶可夢糖果加倍、捕抓寶可夢獲得小拳石XL糖果的機率加倍、薰香效果延長3小時、誘餌模組延長3小時 | 社群日限定的特殊調查“石我不與”                                                                                            |
| 單首龍                      | 2022年6月25日上午11點至下午2點                                                                                                 | 狂舞揮打 | 孵蛋所需的行走距離減少為平時的1/4、捕抓寶可夢獲得單首龍XL糖果的機率加倍、捕抓寶可夢糖果加倍、誘餌模組延長3小時、薰香延長3小時 | 社群日限定的特殊調查“單首龍調查筆記”                                                                                      |
| 姆克兒                      | 2022年7月17日上午11點至下午2點                                                                                                 | 起風 | 捕抓寶可夢經驗3倍、捕抓寶可夢獲得姆克兒XL糖果的機率加倍、捕抓寶可夢糖果加倍、誘餌模組延長3小時、薰香延長3小時 | 社群日限定的特殊調查“姆克兒調查筆記”                                                                                      |
| 伽勒爾蛇紋熊                | 2022年8月13日上午11點至下午2點                                                                                                 | 攔堵 | 星星沙子增加3倍、捕抓寶可夢獲得伽勒爾蛇紋熊XL糖果的機率2倍、捕抓寶可夢糖果加倍、誘餌模組延長3小時、薰香延長3小時 | 社群日限定的特殊調查“伽勒爾蛇紋熊調查筆記”                                                                                |
| 石丸子                      | 2022年9月18日下午2點至下午5點                                                                                                  | 流星光束 | 孵蛋所需的行走距離減少為平時的1/4、捕抓寶可夢獲得石丸子XL糖果的機率加倍、捕抓寶可夢糖果加倍、誘餌模組延長3小時、薰香延長3小時、交換寶可夢所需的星星沙子減半 | 社群日限定的特殊調查“石石刻刻”                                                                                            |
| 燭光靈                      | 2022年10月15日下午2點至下午5點                                                                                                 | 靈騷 | 捕抓寶可夢經驗3倍、捕抓寶可夢糖果加倍、捕抓寶可夢獲得燭光靈XL糖果的機率加倍、誘餌模組延長3小時、薰香延長3小時 | 社群日限定的特殊調查“燭光靈調查筆記”                                                                                      |
| 迷你龍 （經典）             | 2022年11月5日下午2點至下午5點                                                                                                  | 流星群 | 星星沙子增加3倍、誘餌模組延長3小時、薰香效果延長3小時 | 社群日限定的特殊調查“迷你龍經典社群日”                                                                                    |
| 熊寶寶                      | 2022年11月12日下午2點至下午5點                                                                                                 | 十萬馬力 | 星星沙子增加3倍、捕抓寶可夢糖果2倍、捕抓寶可夢獲得熊寶寶XL糖果的機率加倍、誘餌模組延長3小時、薰香延長3小時 | 社群日限定的特殊調查“點心甜蜜蜜”                                                                                          |
| 2021-2022年所有社群日寶可夢 | 2022年12月17日至12月18日下午2點至下午5點                                                                                       | 活動期間可進化各寶可夢限定招式 | 捕抓寶可夢經驗加倍、星星沙子加倍、孵蛋所需的行走距離減少為平時的1/2、捕抓寶可夢糖果加倍、捕抓寶可夢獲得XL糖果的機率加倍、誘餌模組延長3小時、薰香延長3小時 | 社群日限定的特殊調查“12月社群日”                                                                                          |
| 哈力栗                      | 2023年1月7日下午2點至下午5點                                                                                                   | 瘋狂植物 | 捕抓寶可夢糖果加倍、捕抓寶可夢獲得哈力栗XL糖果的機率加倍、孵蛋所需的行走距離減少為平時的1/4、誘餌模組延長3小時、薰香延長3小時 | 社群日限定的特殊調查“堅尖刺栗”                                                                                            |
| 幼基拉斯 （經典）           | 2023年1月21日下午2點至下午5點                                                                                                  | 擊落 | 捕抓寶可夢經驗3倍、誘餌模組延長3小時、薰香延長3小時 | 社群日限定的特殊調查“幼基拉斯經典社群日”                                                                                  |
| 嗡蝠                        | 2023年2月5日下午2點至下午5點                                                                                                   | 爆音波 | 捕抓寶可夢星星沙子增為3倍、糖果加倍、獲得XL糖果機率加倍、誘餌模組延長為3小時、薰香延長為3小時、交換寶可夢所需星星沙子減半 | 社群日限定的特殊調查“音波嗡嗡”                                                                                            |
| 呆呆獸、伽勒爾呆呆獸        | 2023年3月18日下午2點至下午5點                                                                                                  | 衝浪 | 捕抓寶可夢經驗增為3倍、糖果加倍、獲得XL糖果機率加倍、誘餌模組延長為3小時、薰香延長為3小時、交換寶可夢所需星星沙子減半 | 社群日限定調查“伽勒爾呆呆獸調查筆記”                                                                                      |
| 波克基古                    | 2023年4月15日下午2點至下午5點                                                                                                  | 波導彈 | 捕抓寶可夢糖果加倍、孵蛋所需的行走距離減少為平時的1/4、捕抓寶可夢獲得波克基古XL糖果的機率加倍、誘餌模組延長3小時、薰香延長3小時 | 社群日限定的特殊調查“散播幸福”                                                                                            |
| 小山豬 （經典）             | 2023年4月29日下午2點至下午5點                                                                                                  | 原始之力 | 星星沙子增加3倍、誘餌模組延長3小時、薰香延長3小時 | 社群日限定的特殊調查“小山豬經典社群日”                                                                                    |
| 火狐狸                      | 2023年5月21日下午2點至下午5點                                                                                                  | 爆炸烈焰 魔法火焰（開放新招式） | 星星沙子增加3倍、捕抓寶可夢糖果加倍、捕抓寶可夢獲得火狐狸XL糖果的機率加倍、誘餌模組延長3小時、薰香延長3小時 | 社群日限定的特殊調查“如火如狐”                                                                                            |
| 牙牙                        | 2023年6月10日下午2點至下午5點                                                                                                  | 廣域破壞 | 捕抓寶可夢經驗增為3倍、糖果加倍、獲得XL糖果機率加倍、誘餌模組延長為3小時、薰香（不含散步小薰香）延長為3小時 | 社群日限定的特殊調查“保持銳利”                                                                                            |
| 傑尼龜 （經典）             | 2023年7月9日下午2點至下午5點                                                                                                   | 加農水炮 | 孵蛋所需的行走距離減少為平時的1/4、誘餌模組延長為3小時、薰香（不含散步小薰香）延長為3小時 | 社群日限定的特殊調查“傑尼龜經典社群日”                                                                                    |
| 蚊香蝌蚪                    | 2023年7月30日下午2點至下午5點                                                                                                  | 雙倍奉還（蚊香勇士） 冰凍光束（蚊香蛙皇）                                                                                                  | 孵蛋所需的行走距離減少為平時的1/4、糖果加倍、獲得XL糖果機率加倍、誘餌模組延長為3小時、薰香（不含散步小薰香）延長為3小時 | 社群日限定的特殊調查“滑溜溜漩渦”                                                                                          |
| 呱呱泡蛙                    | 2023年8月13日下午2點至下午5點                                                                                                  | 加農水炮 | 星星沙子增加3倍、糖果加倍、獲得XL糖果機率加倍、誘餌模組延長為3小時、薰香（不含散步小薰香）延長為3小時 | 社群日限定的特殊調查“樂得冒泡”                                                                                            |
| 小火龍 （經典）             | 2023年9月2日下午2點至下午5點                                                                                                   | 龍息、爆炸烈焰 | 星星沙子增加3倍、誘餌模組延長為3小時、薰香（不含散步小薰香）延長為3小時 | 社群日限定的特殊調查“小火龍經典社群日”                                                                                    |
| 強顎雞母蟲                  | 2023年9月23日下午2點至下午5點                                                                                                  | 伏特替換 | 捕抓寶可夢經驗增為3倍、糖果加倍、獲得XL糖果機率加倍、誘餌模組延長為3小時、薰香（不含散步小薰香）延長為3小時、可以額外進行一次特殊交換、交換寶可夢所需的星星沙子減半 | 社群日限定的特殊調查“解開幼蟲寶可夢之謎！”                                                                                |
| 搬運小匠                    | 2023年10月15日下午2點至下午5點                                                                                                 | 狂舞揮打 | 捕抓寶可夢經驗增為3倍、糖果加倍、獲得XL糖果機率加倍、誘餌模組延長為3小時、薰香（不含散步小薰香）延長為3小時、可以額外進行一次特殊交換、交換寶可夢所需的星星沙子減半 | 社群日限定的特殊調查“解開筋骨寶可夢之謎！”                                                                                |
| 烏波 帕底亞烏波             | 2023年11月5日下午2點至下午5點                                                                                                  | 水流尾（沼王） 超級角擊（土王） | 捕抓寶可夢糖果加倍、孵蛋所需距離縮短1/2、獲得XL糖果機率加倍、誘餌模組延長為3小時、薰香（不含散步小薰香）延長為3小時、可以額外進行一次特殊交換、交換寶可夢所需的星星沙子減半                                                                                                   | 社群日限定的特殊調查“解開水魚寶可夢之謎！”                                                                                |
| 咩利羊 （經典）             | 2023年11月25日下午2點至下午5點                                                                                                 | 龍之波動 | 孵蛋所需距離縮短1/4、誘餌模組延長為3小時、薰香（不含散步小薰香）延長為3小時 | 社群日限定的特殊調查“咩利羊經典社群日”                                                                                    |
| 2022-2023年所有社群日寶可夢 | 2023年12月16日與12月17日下午2點至下午5點                                                                                       | 活動期間可進化各寶可夢限定招式 | 捕抓寶可夢經驗加倍、星星沙子加倍、孵蛋所需距離縮短1/2、捕抓寶可夢糖果加倍、獲得XL糖果機率加倍、誘餌模組延長為3小時、薰香（不含散步小薰香）延長為3小時、可以額外進行一次特殊交換、交換寶可夢所需的星星沙子減半                                                                 | 社群日限定的特殊調查“2023年12月社群日”                                                                                    |
| 木木梟                      | 2024年1月6日下午2點至下午5點                                                                                                   | 瘋狂植物 縫影（開放新招式） | 捕抓寶可夢星星沙子增為3倍、糖果加倍、獲得XL糖果機率加倍、誘餌模組延長為3小時、薰香（不含散步小薰香）延長為3小時、可以額外進行一次特殊交換、交換寶可夢所需的星星沙子減半 | 社群日限定的特殊調查“解開草羽寶可夢之謎！”                                                                                |
| 多邊獸 （經典）             | 2024年1月20日下午2點至下午5點                                                                                                  | 三重攻擊 | 捕抓寶可夢經驗增為3倍、誘餌模組延長為3小時、薰香（不含散步小薰香）延長為3小時 | 社群日限定的特殊調查“多邊獸經典社群日”                                                                                    |
| 吉利蛋                      | 2024年2月4日下午2點至下午5點                                                                                                   | 瘋狂伏特 | 捕抓寶可夢糖果加倍、孵蛋所需距離縮短1/4、獲得XL糖果機率加倍、誘餌模組延長為3小時、薰香（不含散步小薰香）延長為3小時、可以額外進行一次特殊交換、交換寶可夢所需的星星沙子減半                                                                                                   | 社群日限定的特殊調查“解開蛋寶可夢之謎！”                                                                                  |
| 火斑喵                      | 2024年3月16日下午2點至下午5點                                                                                                  | 爆炸烈焰 ＤＤ金勾臂（開放新招式） | 捕抓寶可夢經驗增為3倍、糖果加倍、獲得XL糖果機率加倍、誘餌模組延長為3小時、薰香（不含散步小薰香）延長為3小時、可以額外進行一次特殊交換、交換寶可夢所需的星星沙子減半 | 社群日限定的特殊調查“解開火貓寶可夢之謎！”                                                                                |
| 寶貝龍 （經典）             | 2024年4月7日下午2點至下午5點                                                                                                   | 逆鱗 | 捕抓寶可夢經驗增為3倍、誘餌模組延長為3小時、薰香（不含散步小薰香）延長為3小時 | 社群日限定的特殊調查“寶貝龍經典社群日”                                                                                    |
| 喇叭芽                      | 2024年4月20日下午2點至下午5點                                                                                                  | 魔法葉 | 捕抓寶可夢星星沙子增為3倍、糖果加倍、獲得XL糖果機率加倍、誘餌模組延長為3小時、薰香（不含散步小薰香）延長為3小時、可以額外進行一次特殊交換、交換寶可夢所需的星星沙子減半 | 社群日限定的特殊調查“解開花寶可夢之謎！”                                                                                  |
| 甜竹竹                      | 2024年5月19日下午2點至下午5點                                                                                                  | 飛膝踢 | 捕抓寶可夢糖果加倍、孵蛋所需距離縮短1/4、獲得XL糖果機率加倍、誘餌模組延長為3小時、薰香（不含散步小薰香）延長為3小時、可以額外進行一次特殊交換、交換寶可夢所需的星星沙子減半                                                                                                   | 社群日限定的特殊調查“解開水果寶可夢之謎！”                                                                                |
| 黏黏寶                      | 2024年6月9日下午2點至下午5點                                                                                                   | 雷電拳 | 捕抓寶可夢糖果加倍、星星沙子增為3倍、獲得XL糖果機率加倍、誘餌模組延長為3小時、薰香（不含散步小薰香）延長為3小時、可以額外進行一次特殊交換、交換寶可夢所需的星星沙子減半 | 社群日限定的特殊調查“解開軟體生物寶可夢之謎！”                                                                            |
| 火球鼠 （經典）             | 2024年6月22日下午2點至下午5點                                                                                                  | 爆炸烈焰 | 捕抓寶可夢經驗加倍、星星沙子加倍、誘餌模組延長為3小時、薰香（不含散步小薰香）延長為3小時 | 社群日限定的特殊調查“火球鼠經典社群日”                                                                                    |
| 麻麻小魚                    | 2024年7月21日下午2點至下午5點                                                                                                  | 伏特替換 | 孵蛋所需距離縮短1/4、捕抓寶可夢糖果加倍、獲得XL糖果機率加倍、誘餌模組延長為3小時、薰香（不含散步小薰香）延長為3小時、可以額外進行一次特殊交換、交換寶可夢所需的星星沙子減半                                                                                                   | 社群日限定的特殊調查“解開電魚寶可夢之謎！”                                                                                |
| 鐵啞鈴 （經典）             | 2024年8月18日下午2點至下午5點                                                                                                  | 彗星拳 | 孵蛋所需距離縮短1/4、誘餌模組延長為3小時、薰香（不含散步小薰香）延長為3小時 | 社群日限定的特殊調查“鐵啞鈴經典社群日”                                                                                    |
| 球球海獅                    | 2024年8月31日下午2點至下午5點                                                                                                  | 加農水炮 泡影的詠歎調（開放新招式） | 捕抓寶可夢糖果加倍、經驗增為3倍、獲得XL糖果機率加倍、誘餌模組延長為3小時、薰香（不含散步小薰香）延長為3小時、可以額外進行一次特殊交換、交換寶可夢所需的星星沙子減半 | 社群日限定的特殊調查“解開海獅寶可夢之謎！”                                                                                |
| 小火馬 伽勒爾小火馬         | 2024年9月14日下午2點至下午5點                                                                                                  | 瘋狂伏特 | 捕抓寶可夢糖果加倍、星星沙子增為3倍、獲得XL糖果機率加倍、誘餌模組延長為3小時、薰香（不含散步小薰香）延長為3小時、可以額外進行一次特殊交換、交換寶可夢所需的星星沙子減半 | 社群日限定的特殊調查“小火馬和伽勒爾小火馬”                                                                                |
| 蟲寶包                      | 2024年10月5日下午2點至下午5點                                                                                                  | 暗影爪 | 捕抓寶可夢糖果加倍、孵蛋所需距離縮短1/4、獲得XL糖果機率加倍、誘餌模組延長為3小時、薰香（不含散步小薰香）延長為3小時、可以額外進行一次特殊交換、交換寶可夢所需的星星沙子減半                                                                                                   | 社群日限定的特殊調查“解開裁縫寶可夢之謎！”                                                                                |
| 猴怪                        | 2024年11月10日下午2點至下午5點                                                                                                 | 憤怒之拳 | 期間限定進化條件：只要將「火爆猴」設為夥伴並一起捕捉20隻格鬥屬性寶可夢，即可讓「火爆猴」進化成「棄世猴」。捕抓寶可夢經驗增為3倍、糖果加倍、獲得XL糖果機率加倍、誘餌模組延長為3小時、薰香（不含散步小薰香）延長為3小時、可以額外進行一次特殊交換、交換寶可夢所需的星星沙子減半 | 社群日限定的特殊調查“解開豬猴寶可夢之謎！”                                                                                |
| 2023-2024年所有社群日寶可夢 | 2024年12月21日與12月22日下午2點至下午5點                                                                                       | 活動期間可進化各寶可夢限定招式 | 捕抓寶可夢糖果加倍、經驗加倍、星星沙子加倍、孵蛋所需距離縮短1/2、獲得XL糖果機率加倍、誘餌模組延長為3小時、薰香（不含散步小薰香）延長為3小時、可以額外進行一次特殊交換、交換寶可夢所需的星星沙子減半                                                                           | 社群日限定的特殊調查“12月社群日”                                                                                          |
| 新葉喵                      | 2025年1月5日下午2點至下午5點                                                                                                   | 瘋狂植物 千變萬花（開放新招式） | 捕抓寶可夢星星沙子增加3倍、糖果加倍、獲得XL糖果的機率加倍、誘餌模組延長為3小時、薰香（不含散步小薰香）延長為3小時、可以額外進行一次特殊交換、交換寶可夢所需的星星沙子減半 | 社群日限定的特殊調查“解開草貓寶可夢之謎！”                                                                                |
| 拉魯拉絲 （經典）           | 2025年1月25日下午2點至下午5點                                                                                                  | 同步干擾 | 孵蛋所需距離縮短1/4、誘餌模組延長為3小時、薰香（不含散步小薰香）延長為3小時 | 社群日限定的特殊調查“拉魯拉絲經典社群日”                                                                                  |
| 蓋蓋蟲 小嘴蝸               | 2025年2月9日下午2點至下午5點                                                                                                   | 貝殼刃（騎士蝸牛） 能量球（敏捷蟲） | 捕抓寶可夢經驗增加3倍、糖果加倍、獲得XL糖果的機率加倍、誘餌模組延長為3小時、薰香（不含散步小薰香）延長為3小時、可以額外進行一次特殊交換、交換寶可夢所需的星星沙子減半 | 社群日限定的特殊調查“蝸牛／啃咬寶可夢報告”                                                                                |
| 呆火鱷                      | 2025年3月8日下午2點至下午5點                                                                                                   | 爆炸烈 閃焰高歌（開放新招式） | 捕抓寶可夢星星沙子增加3倍、糖果加倍、獲得XL糖果的機率加倍、誘餌模組延長為3小時、薰香（不含散步小薰香）延長為3小時、可以額外進行一次特殊交換、交換寶可夢所需的星星沙子減半 | |
| 小鋸鱷（經典）              | 2025年3月22日下午2點至下午5點                                                                                                  | 加農水炮 | 孵蛋所需距離縮短1/4、誘餌模組延長為3小時、薰香（不含散步小薰香）延長為3小時 | |
| 迷你冰                      | 2025年4月27日下午2點至下午5點                                                                                                  | 雪崩 | 捕抓寶可夢經驗增加3倍、糖果加倍、獲得XL糖果的機率加倍、誘餌模組延長為3小時、薰香（不含散步小薰香）延長為3小時、可以額外進行一次特殊交換、交換寶可夢所需的星星沙子減半 | |
| 布撥                        | 2025年5月11日下午2點至下午5點                                                                                                  | 劈瓦 | 將「布土撥」設為夥伴並一起探索1公里，即可讓「布土撥」進化成「巴布土撥」孵蛋所需距離縮短1/4、捕抓寶可夢果加倍、獲得XL糖果的機率加倍、誘餌模組延長為3小時、薰香（不含散步小薰香）延長為3小時、可以額外進行一次特殊交換、交換寶可夢所需的星星沙子減半                            | |
| 腕力（經典）                | 2025年5月24日下午2點至下午5點                                                                                                  | 以牙還牙 | 捕抓寶可夢星星沙子增加3倍、誘餌模組延長為3小時、薰香（不含散步小薰香）延長為3小時 | |
| 伊布（經典）                | 2025年7月5、6日上午11點至下午5點                                                                                               | 水伊布：熱水、雷伊布：電磁炮、火伊布：蠻力、太陽伊布：暗影球、月亮伊布：精神強念、葉伊布：種子機關槍、冰伊布：水之波動、仙子伊布：精神衝擊 | 孵蛋公里數縮減為1/4、誘餌模組延長3小時、薰香效果延長為3小時 | |
| 潤水鴨                      | 2025年7月20日下午2點至下午5點                                                                                                  | 加農水炮 流水旋舞（開放新招式） | 捕抓寶可夢經驗增加3倍、糖果加倍、獲得XL糖果的機率加倍、誘餌模組延長為3小時、薰香（不含散步小薰香）延長為3小時、可以額外進行一次特殊交換、交換寶可夢所需的星星沙子減半 | |

#### Pokémon Go Safari Zone
| 活動名稱                                     | 時間                     | 國家       | 主辦城市 | 主會場                   |
| -------------------------------------------- | ------------------------ | ---------- | -------- | ------------------------ |
| Pokémon GO Safari Zone in 2018台灣燈會在嘉義 | 2018年2月6日～3月3日     | 臺灣       | 嘉義縣   | 嘉義縣政府至故宮南院     |
| 2018 Pokémon Go Safari Zone                  | 2018年11月1日～11月5日   | 臺灣       | 台南市   | 台南都會公園與奇美博物館 |
| 2019 Pokémon Go Safari Zone                  | 2019年10月3日～10月6日   | 臺灣       | 新北市   | 新北大都會公園           |
| 2022 Pokémon Go Safari Zone                  | 2022年10月21日～10月23日 | 臺灣       | 台北市   | 大安森林公園             |
| 2022 Pokémon Go Safari Zone                  | 2022年11月18日～11月20日 | 新加坡     | 新加坡   | 濱海灣花園               |
| 2023 Pokémon Go Safari Zone                  | 2023年10月7日~8日        |            | 首爾     |                          |
| 2023 Pokémon Go Safari Zone                  | 2023年10月13日~14日      | 西班牙     | 巴塞隆纳 |                          |
| 2023 Pokémon Go Safari Zone                  | 2023年11月4日~5日        | 墨西哥     | 墨西哥城 |                          |
| 2024 Pokémon Go Safari Zone                  | 2024年3月9日~10日        | 臺灣       | 台南市   |                          |
| 2024 Pokémon Go Safari Zone                  | 2024年9月21日~22日       | 印度尼西亞 | 雅加达   | 日惹市特区               |
| 2024 Pokémon Go Safari Zone                  | 2024年9月27日~29日       |            | 仁川     | 松岛中央公园             |
| 2024 Pokémon Go Safari Zone                  | 2024年12月7日～12月8日   | 香港       | 沙田     | 沙田区本区               |
| 2024 Pokémon Go Safari Zone                  | 2024年12月7日～12月8日   | 香港       | 九龙城   | 星光大道                 |
| 2024 Pokémon Go Safari Zone                  | 2024年12月7日～12月8日   | 香港       | 尖沙咀   | 尖沙咀文化中心露天廣場   |
| 2024 Pokémon Go Safari Zone                  | 2024年12月7日～12月8日   | 香港       | 香港島   | 港岛                     |
| 2024 Pokémon Go Safari Zone                  | 2024年12月7日～12月8日   | 香港       | 長洲     | 该区域                   |
| 2024 Pokémon Go Safari Zone                  | 2024年12月7日～12月8日   | 香港       | 昂坪     | 该区域                   |
| 2025 Pokémon Go Safari Zone                  | 2025年3月29~30日         | 義大利     | 米兰     |                          |
| 2025 Pokémon Go Safari Zone                  | 2025年3月29~30日         | 智利       | 圣地亚哥 |                          |
| 2025 Pokémon Go Safari Zone                  | 2025年3月29~30日         | 新加坡     | 新加坡   |                          |
| 2025 Pokémon Go Safari Zone                  | 2025年3月29~30日         | 印度       | 孟买     |                          |

#### Pokémon Go Fest
| 活動名稱             | 時間                    | 地點                     | 主角寶可夢 |
| -------------------- | ----------------------- | ------------------------ | --- |
| Pokémon Go Fest 2017 | 2017年7月22日           | 芝加哥                   | 洛奇亞 |
| Pokémon Go Fest 2018 | 2018年5月7日            | 芝加哥                   | 時拉比 |
| Pokémon Go Fest 2019 | 2019年4月4日            | 芝加哥、多特蒙德、橫濱   | 基拉祈 |
| Pokémon Go Fest 2020 | 2020年7月25~26日        | 全球                     | 比克提尼 |
| Pokémon Go Fest 2021 | 2021年7月17~18日        | 全球                     | 美洛耶塔（歌聲形態） |
| Pokémon Go Fest 2022 | 2022年6月4~5日、8月27日 | 柏林、西雅圖、札幌、全球 | 謝米（陸上形態）（6月）、究極異獸 「虛無伊德」（6月）、謝米（天空形態）（8月）、究極異獸 「 費洛美螂、爆肌蚊、電束木」（8月） |
| Pokémon Go Fest 2023 | 2023年8月26~27日        | 倫敦、大阪、紐約、全球   | 蒂安希、超級蒂安希、超級烈空坐                                                                                                |
| Pokémon Go Fest 2024 | 2024年7月13~14日        | 仙台、马德里、纽约、全球 | 瑪夏多、究極異獸「奈克洛茲瑪」                                                                                                |
| Pokémon Go Fest 2025 | 2025年5月29~6月1日      | 大阪                     | 波爾凱尼恩、蒼響（剑之王形态）、藏瑪然特（盾之王形态）                                                                        |
| Pokémon Go Fest 2025 | 2025年6月6~8日          | 紐澤西州澤西市           | 波爾凱尼恩、蒼響（剑之王形态）、藏瑪然特（盾之王形态）                                                                        |
| Pokémon Go Fest 2025 | 2025年6月13~15日        | 巴黎                     | 波爾凱尼恩、蒼響（剑之王形态）、藏瑪然特（盾之王形态）                                                                        |
| Pokémon Go Fest 2025 | 2025年6月28~29日        | 全球                     | 波爾凱尼恩、蒼響（剑之王形态）、藏瑪然特（盾之王形态）                                                                        |

#### Pokémon Go Tour
| 活動名稱             | 時間             | 活動                 | 主要題目                                                           |
| -------------------- | ---------------- | -------------------- | ------------------------------------------------------------------ |
| 2021 Pokémon Go Tour | 2021年2月20日    | 關都地區（第一世代） | 異色夢幻登場                                                       |
| 2022 Pokémon Go Tour | 2022年2月26日    | 成都地區（第二世代） | 拯救暗影洛奇亞、暗影鳳王                                           |
| 2023 Pokémon Go Tour | 2023年2月25~26日 | 豐緣地區（第三世代） | 原始回歸首次登場、異色基拉祈登場                                   |
| 2024 Pokémon Go Tour | 2024年2月24~25日 | 神奧地區（第四世代） | 異色謝米登場、帝亞盧卡（起源形態）、帕路奇亞（起源形態）           |
| 2025 Pokémon Go Tour | 2025年3月1~2日   | 合眾地區（第五世代） | 異色美洛耶塔登場、酋雷姆（焰白形態、闇黑形態）、萊希拉姆、捷克羅姆 |

## 圖鑑

### 內容
Pokémon Go 最初上市時只開放了部分第一世代的寶可夢。在2016年7月份底時已開放了幾乎所有第一世代的寶可夢，但百變怪及五種初代傳說寶可夢並未開放，而官方在E3游戏展期间谈到未來還會再增加更多宝可梦，且不會只有第一代。。
2016年11月24日，游戏增加了百变怪。12月12日，游戏追加波克比、皮丘等七種第二世代嬰兒宝可梦，可以通过蛋孵化获得。之後於2017年2月17日開放大多數第二世代寶可夢，僅未開放六種第二世代傳說寶可夢、圖圖犬及信使鳥。隨後於2017年7月23日，為了慶祝Pokémon Go一週年紀念，以急凍鳥與洛奇亞為首開始逐步開放一、二世代的傳說寶可夢，不過此時仍未開放幻之寶可夢（夢幻及雪拉比）。
截至2025年8月，一共有912種寶可夢被正式開放（只計圖鑑編號種類）
- 第一世代（關都地區）開放全151種
- 第二世代（城都地區）開放全100種
- 第三世代（豐緣地區）開放全135種
- 第四世代（神奧地區）開放104種（霏歐納、瑪納霏、阿爾宙斯未開放）
- 第五世代（合眾地區）開放全156種
- 第六世代（卡洛斯地區）開放全72種
- 第七世代（阿羅拉地區）開放78種
- 第八世代（伽勒爾地區、洗翠地區[46]）開放61種（伽勒爾地區55種、洗翠地區6種）
- 第九世代（帕底亞地區）開放53種
- 未知世代開放2種（美錄坦、美錄梅塔[47]）
- 超級進化寶可夢開放43種[48]，原始回歸寶可夢開放2種（固拉多、蓋歐卡）
- 地區型態開放阿羅拉型態全18種、伽勒爾型態全19種、洗翠型態14種[49]、帕底亞型態全2種[50]
- 超極巨化寶可夢開放13種

此外因圣诞节活动还增加了圣诞帽版皮卡丘。2017年2月27日因應寶可夢系列的週年紀念日還增加了戴著慶生帽的皮卡丘。2017年7月7日~7月23日，因為正逢「寶可夢」動畫二十週年及迎接Pokémon Go一週年所以推出小智帽子的皮卡丘（初始版本）。前兩者若是讓其進化為雷丘皆會戴著帽子，而第三個除了雷丘外也有皮丘戴著帽子的造型。之後在2017年及2018年的萬聖節活動推出了戴著巫師帽的皮卡丘及其進化。

### 區域限定
以下類為分屬並且不重疊：
- 位置1
  - 電螢蟲、貓鼬斬、太陽岩、打擊鬼、熔蚁兽為歐洲和亞洲限定
  - 甜甜萤、飯匙蛇、月石、投摔鬼、鐵蟻為美洲和非洲限定
- 位置2
  - 魔牆人偶為歐洲限定（伽勒爾不限定位置）
  - 袋獸為澳洲限定
  - 肯泰羅為美國限定
  - 赫拉克羅斯、沙鈴仙人掌為中南美洲限定
- 位置3
  - 大蔥鴨為東亞限定（伽勒爾不限定位置）
  - 煤炭龜為西亞和東南亞限定
  - 熱帶龍為非洲和中東限定
  - 古空棘魚為紐西蘭和斐濟限定
  - 象徵鳥為埃及和希臘限定
  - 鑰圈兒為法國限定
  - 花療環環為夏威夷限定
- 南北方向
  - 聒噪鳥為中南美洲和澳洲及紐西蘭限定（南半球）
- 氣候
  - 太陽珊瑚為熱帶區域限定
  - 帕奇利茲為北寒帶區域限定
- 東西方向（4）
  - 無殼海兔在西半球為粉紅色，東半球為淺藍色
  - 野蠻鱸魚在西半球為藍條紋，東半球為紅條紋
  - 由克希、花椰猴：亚洲东部
  - 艾姆利多、爆香猴：欧洲、非洲和亚洲中西部
  - 亚克诺姆、冷水猴：美洲
- 其他
  - 尖牙籠為美國東南部限定
  - 爆炸頭水牛為美國紐約限定

### 傳送
- 夢幻、時拉比、基拉祈、比克提尼、美洛耶塔、达克莱伊、代欧奇希斯、凯路迪欧、谢米、蒂安希 不可傳送。
- 幻之、亮晶晶、傳說的寶可夢、特殊、異色寶可夢會以粉紅色底白字提醒不可直接傳送。
  - 傳送時還會再次提醒「確定要傳送這隻（特殊的/異色/幻之/亮晶晶）的寶可夢嗎？」、「你真的要傳送這隻傳說的寶可夢嗎？」
- 2020年11月11日開放傳送至Pokémon Home。

## 开发

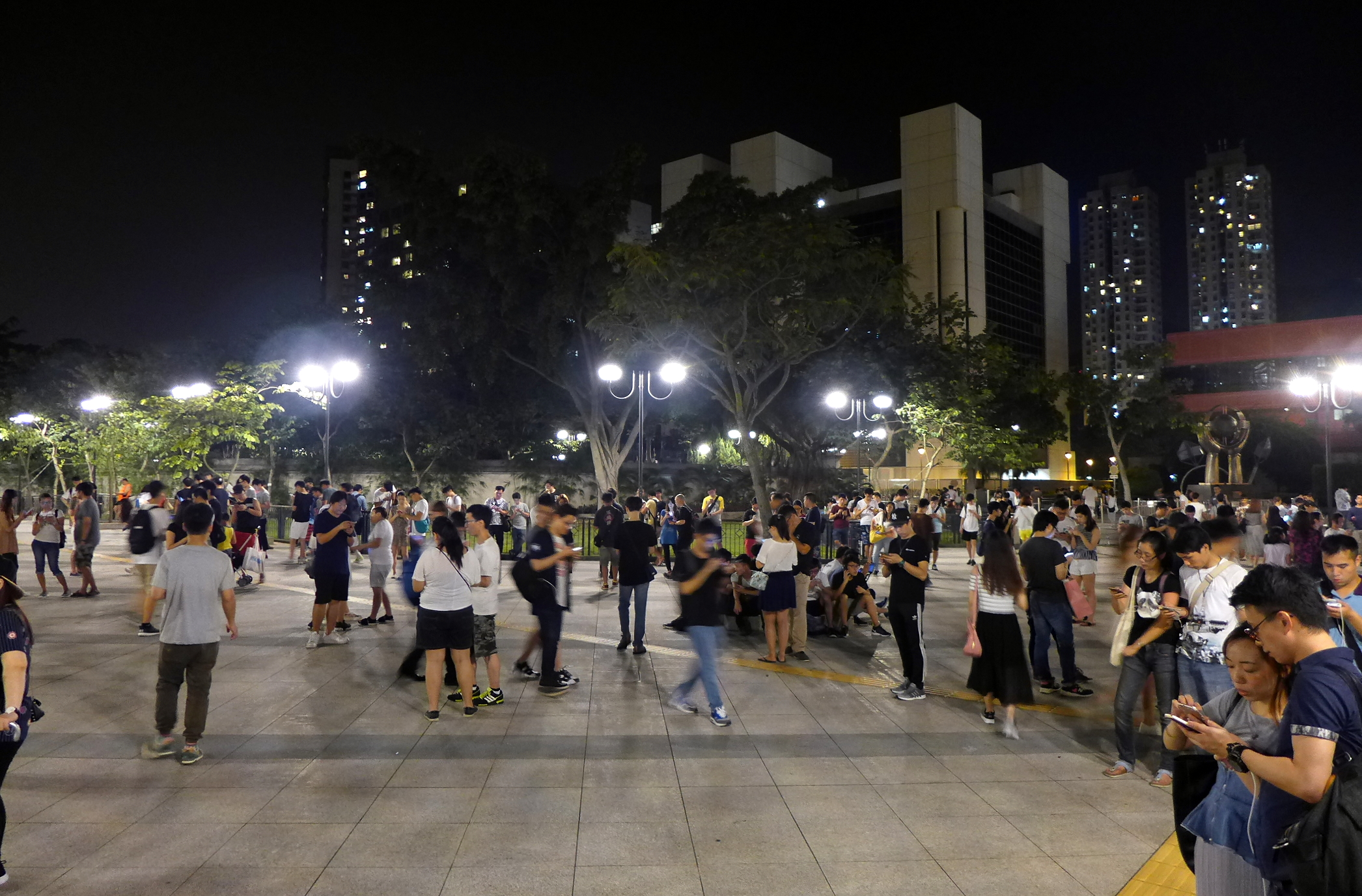
Pokémon Go登陸香港後，不少年青人紛紛走到街上捕捉神奇寶貝

《寶可夢GO》最初的想法来自2014年愚人节时Google与任天堂联合制作的彩蛋“宝可梦挑战赛”（Pokémon Challenge）。这个计划开始于2013年，由当时的任天堂社长岩田聪，寶可夢公司的社长石原恒和当时就职于Google地图团队的野村達雄提出最初的构想；这个彩蛋于2014年的愚人节发布，Google在宣传视频里希望“招聘宝可梦大师”。在彩蛋里，用户可以通过智能手机端的Google地图软件可以在全球范围内找到151种宝可梦，而找齐所有宝可梦的人在稍后会真收到来自Google的“精灵宝可梦大师”的认证信件。这个彩蛋获得了巨大的反响，而作为开发了《Ingress》的Niantic Labs的创始人，约翰·汉克希望可以把这个彩蛋制作出来，他开始寻求机会与任天堂接触。

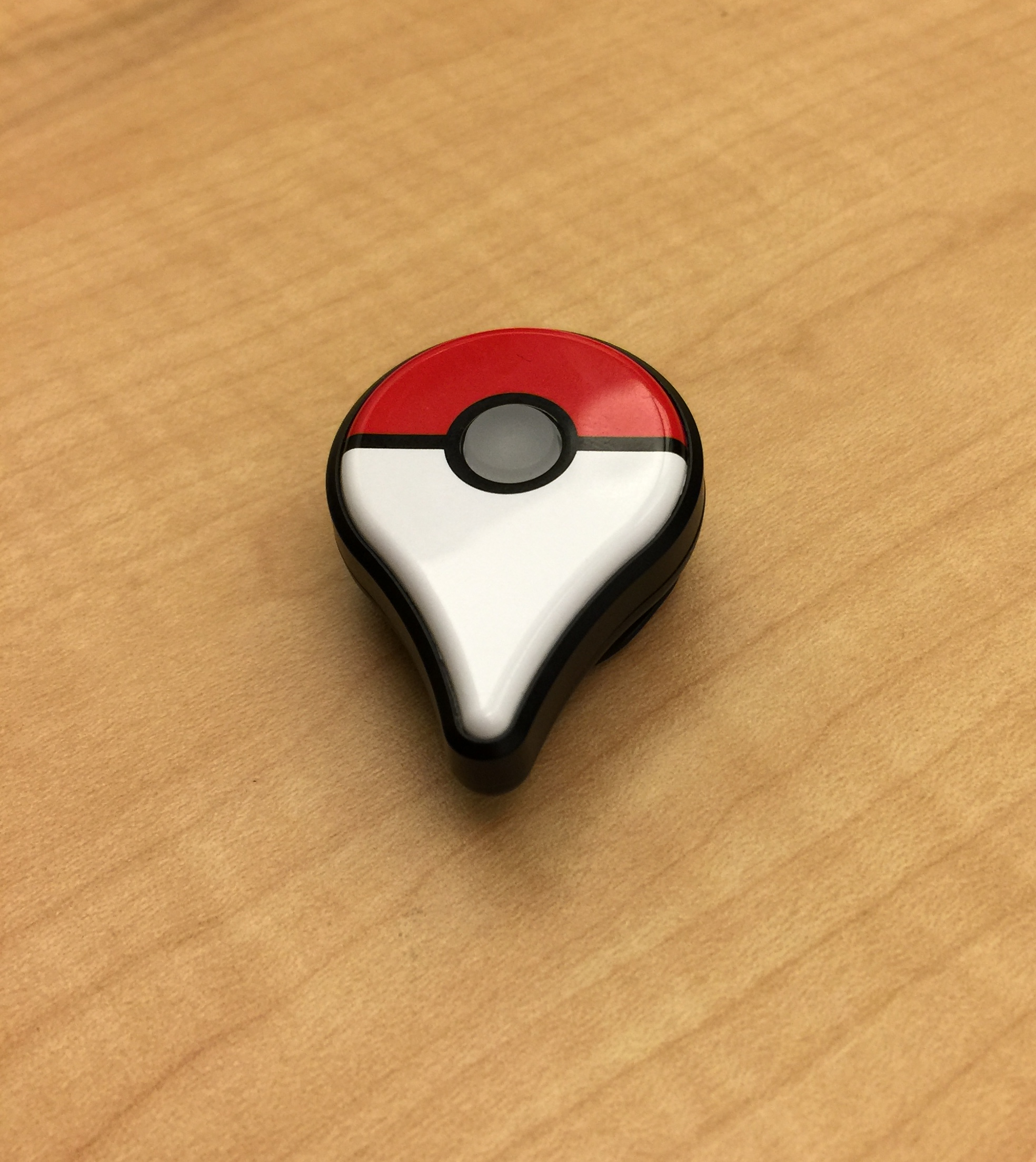
Pokémon GO Plus

2015年8月，Google宣布更改公司架构，成立母公司Alphabet Inc.；而此前一直作为Google子公司的Niantic Labs宣布脱离Google独立运营，并更名为Niantic。9月10日，精灵宝可梦公司在东京召开新业务战略发布会，在会上正式公布了《寶可夢GO》以及配件寶可夢GO Plus，并宣布了本作交由Niantic开发制作。石原恒和在其演讲中向之前离世的原任天堂社长岩田聪献以敬意，并谈到岩田聪在过去2年的时间里一直在支持这个项目。10月15日，Niantic宣布获得任天堂、宝可梦公司和Google的3000万美元的投资，包括了2000万美元的前期投资以及1000万美元的日后奖励，并在日本设立分公司。
此前参与策劃过“精灵宝可梦挑战赛”的野村达雄在2014年离开Google后加入了Niantic，担任高级产品经理并且在本作中担任总监。《精灵宝可梦》系列配乐师和游戏设计师增田順一也在本作中参与音乐制作和游戏设计。曾为Google设计出Gmail和Google涂鸦标志的现任Niantic视觉总监黄正穆也参与了本作的设计与开发。游戏采用Unity游戏引擎开发制作。
2016年3月4日，Niantic宣布将在日本地区展开游戏内测，之后在4月和5月分别在澳洲和美国进行内测，内测于6月30日结束。6月15日，在任天堂于E3游戏展上举行的“《寶可夢GO》开发者问答”（Pokémon GO Developer Q&A）活动上，正式公布了游戏玩法并透露游戏将于7月开始发售，而配套周边寶可夢GO Plus也将在7月底发售。不过之后任天堂宣布这款外设将延期到9月发售，Niantic在9月初的时候宣布宝可梦GO Plus会在9月16日开始发售。
2016年9月8日，在苹果公司的新品发布会上，Niantic宣布《宝可梦GO》将会登陆苹果的智慧手錶Apple Watch，并对应其系统watchOS。该版本的游戏内容包括了监测玩家的运动路程及热量消耗、获取宝可梦基站的道具、查看宝可梦蛋的状态等，但是并不能在上面捕捉宝可梦。
2017年4月6日，寶可夢GO官網指出，開始提供Android 0.61.0，及 iOS 1.31.0 版本更新，除遊戲介面全都採用中文，道館、道具，以及寶可夢的名稱均以中文名稱顯示，讓使用中文的玩家更方便使用，但值得一提的是以中文顯示時寶可夢名稱皆以从《精靈寶可夢 太陽／月亮》起开始使用的统一譯名作準。
2017年6月20日，寶可夢GO官網指出，開始提供Android 0.67.1，及 iOS 1.37.1 版本更新，除增設更多道館外，道館攻防機制進行改革，並同時推出團體戰及相關新道具。
2019年7月1日，遊戲停止對watchOS的支援。
2022年3月11日，Niantic宣布停止對俄羅斯和白俄羅斯地區支援,其遊戲在該地區內將停止服務
2025年3月，Niantic宣布将以35亿美元出售自己的游戏部门给沙特阿拉伯全资持股的美国游戏公司Scopely，包括了《宝可梦GO》、《皮克敏Bloom》、《怪物猎人Now》等游戏的开发运营团队。《宝可梦GO》未来将由Scopely负责后续运营。

## 发行

### 區域
|      |                | |                             |
| 圖例 | 日期           | 國家或地區 | 連結                        |
|      | 2016年7月6日   | 澳洲、紐西蘭、美國 | [ 71 ] [ 72 ] [ 73 ] [ 74 ] |
|      | 2016年7月13日  | 德國 | [ 75 ]                      |
|      | 2016年7月14日  | 英國 | [ 76 ]                      |
|      | 2016年7月15日  | 、西班牙、葡萄牙 | [ 77 ]                      |
|      | 2016年7月16日  | 奧地利、比利時、保加利亞、克羅地亞、塞浦路斯、捷克、丹麥、愛沙尼亞、芬蘭、希臘、格陵蘭、匈牙利、冰島、愛爾蘭、拉脫維亞、立陶宛、盧森堡、馬耳他、荷蘭、挪威、波蘭、羅馬尼亞、斯洛伐克、斯洛文尼亞、瑞典、瑞士                                                               | [ 78 ] [ 79 ]               |
|      | 2016年7月17日  | 加拿大 | [ 80 ]                      |
|      | 2016年7月19日  | 波多黎各 | [ 81 ] [ 82 ]               |
|      | 2016年7月22日  | 日本 | [ 5 ]                       |
|      | 2016年7月24日  | 法國 | [ 83 ]                      |
|      | 2016年7月25日  | 香港 | [ 84 ]                      |
|      | 2016年8月3日   | 拉丁美洲、加勒比地區 | [ 85 ] [ 86 ]               |
|      | 2016年8月6日   | 汶萊、柬埔寨、密克羅尼西亞、斐濟、印尼、寮國、馬來西亞、帛琉、巴布亞紐幾內亞、菲律賓、新加坡、索羅門群島、台灣、泰國、越南 | [ 87 ] [ 88 ]               |
|      | 2016年9月29日  | 阿爾巴尼亞、波赫、澳門、馬其頓、塞爾維亞 | [ 89 ]                      |
|      | 2016年9月30日  | 哈薩克、吉爾吉斯、蒙古、塔吉克、土庫曼、烏茲別克 | [ 90 ]                      |
|      | 2016年10月4日  | 貝南、波札那、布吉納法索、維德角、查德、象牙海岸、埃及、加彭、甘比亞、迦納、幾內亞比索、肯亞、賴比瑞亞、馬達加斯加、馬拉威、茅利塔尼亞、模里西斯、摩洛哥、莫三比克、納米比亞、尼日、盧安達、塞席爾、聖多美普林西比、獅子山、南非、史瓦帝尼、坦尚尼亞、多哥、烏干達、尚比亞 | [ 91 ]                      |
|      | 2016年11月17日 | 巴林、以色列、約旦、科威特、黎巴嫩、阿曼、卡達、阿拉伯聯合大公國 | [ 92 ]                      |
|      | 2016年12月13日 | 印度、巴基斯坦、尼泊爾、不丹、斯里蘭卡、孟加拉 | [ 93 ]                      |
|      | 2017年1月24日  | 南韓 | [ 94 ]                      |
|      | 2018年9月11日  | 俄羅斯 | [ 95 ]                      |

《寶可夢GO》由官方直營，藉iTunes Store、Google Play提供下載。于2016年7月6日率先在澳大利亚与新西兰地区上线；7日在美国正式上线。游戏在美国发售当天迅速获得了该地区App Store第一名。但是由于来自世界各地透過不同管道的上线玩家数量远超过Niantic的服务器能承受的范围，游戏服务器在发售当天當機。Niantic在之后宣布暂停全球发售的计划，而优先处理目前的问题。而稍后在被询问到关于游戏在欧洲和亚洲的上线日期时，Niantic表示会在“几天之内”上线，7月13日，游戏在德国上线，次日登陆英国，15日在義大利、西班牙和葡萄牙上線，16日開放歐洲26個國家，17日在加拿大上线，22日在日本上线，24日開放法國，25日在香港上线；8月3日在拉丁美洲上线；8月6日在臺灣、马来西亚，新加坡和斐濟等東南亞及大洋洲國家与地区上線；9月29日在阿爾巴尼亞，波士尼亞和赫塞哥維納，澳門，馬其頓共和國和塞爾維亞上線；9月30日在蒙古及中亞國家上線；10月4日在埃及，摩洛哥，南非等31個非洲國家上線。12月14日在印度上线。2017年1月23日在韩国上线。
雖然韓國對地圖資料的隱私限制，Google地圖的即時資訊、3D地圖和個人運輸方向等資訊無法在韓國大部分地區使用，但在北緯38度線以北的江原道束草市、高城郡、襄陽郡、麟蹄郡等東海岸地區以及日本海中的鬱陵島則可以使用這些功能，因此韓國境內的玩家可以到這些地區抓寶，大批玩家都跑到人口較多的束草市抓寶。另外，日本在7月22日正式發行後，部份釜山廣域市地區與日本對馬島鄰近，亦可進行遊戲。2017年1月23日，游戏解除对韩国的封锁，正式上线。
在中国大陆，虽然《宝可梦GO》在大部分地区因为官方GPS限制无法使用，但是在东北地区和新疆地区因为高纬度而不在限制之内；游戏在香港上线后，在深圳市靠近香港的一些区域也可以进行游戏；而游戏在解除东南亚地区的限制后，广西、广东和海南等地的部分地区也因为经纬度邻近而被解除GPS限制。不过因为游戏需要Google的数据支持，在上述地区还是需要通过VPN等手段进行游戏。
2017年1月11日，中国音数协游戏工委諮詢广电总局後轉達該局意見，此類带有增强现实功能和基于位置的服务的遊戲在中國大陸因涉及較大社會風險，與國家有關部門協調、組織安全評估結果出來之前，送審暫不受理。
2024年7月7日晚間，出於不知名的原因，遊戲在中國大部分的區域短暫開放。部分玩家在北京天安門廣場等知名景點取得遊戲內道具，也可捕捉遊戲內的「生物」。約一小時後，此事件被相關單位修正，官方沒有進一步表示。

### 锁区事件
2016年7月6日，在游戏于澳洲与新西兰地区上线的当天下午，《寶可夢GO》被官方紧急锁区，包括美国在内的世界大部分地区玩家，会出现正常登陆游戏但只有地图，没有补给站和道馆，也没有精灵可抓的情况。据官方公告显示，《寶可夢GO》当前只是针对澳洲及新西兰两个地区，但因为大量的玩家涌入，导致服务器无法承受，故官方将这两个地区以外的地方进行了GPS地理位置封锁。7月11日，《寶可夢GO》在日本等亚洲区域解锁，但在几个小时后再次被锁。而香港區在2016年7月25日正式解禁，連帶深圳部分地區也能玩。同年8月6日在台湾（包括連江縣東引但不包括連江縣莒光、南竿及北竿鄉）东南亚以及大洋洲等地区解禁。9月30日澳门解禁，連帶珠海部分地區能玩。2021年11月9日，台湾連江縣莒光、南竿及北竿鄉地区正式解禁。
2022年3月11日，在停止對俄羅斯和白俄羅斯地區支援後，俄羅斯和白俄羅斯地區己进行GPS地理位置封锁。此外，儘管遊戲並未對賽普勒斯聯合國緩衝區進行GPS地理位置封鎖，但在該地區內不會有任何寶可夢出現。

### 企業贊助
Niantic創辦人John Hanke接受《金融時報》專訪表示，可以像《Ingress》採付費廣告或合作方式，由商家在虛擬地圖上贊助地點，成為app內購買外公司另一收入來源。

## 社群和文化影響

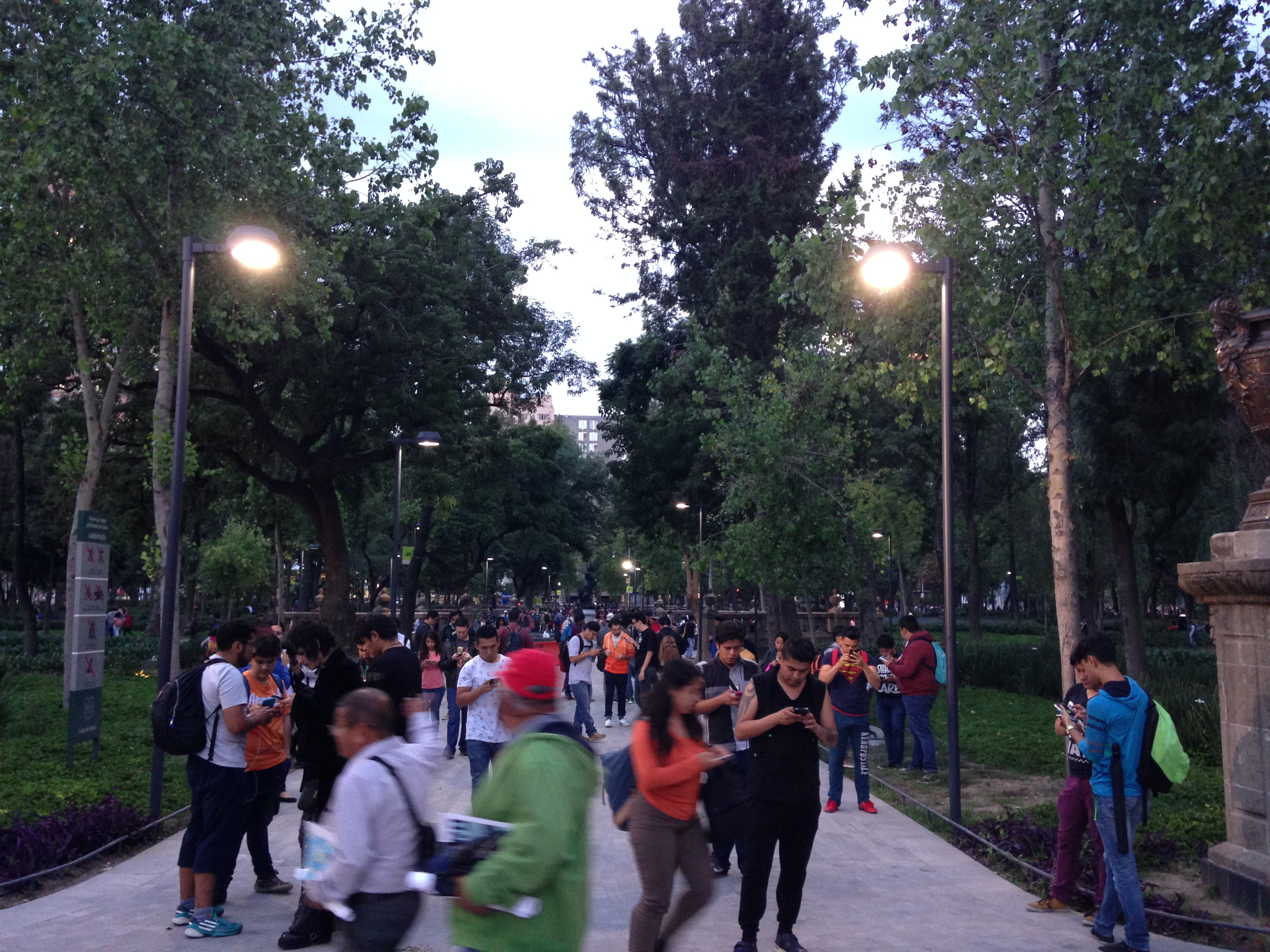
墨西哥墨西哥城阿拉米達中央公園的寶可夢基站

### 對現實社群的影響
遊戲龐大的玩家人口帶來不少意想不到的正面影響。例如，遊戲讓玩家得以事先阻止或通報犯罪，甚至可以一定程度上加強社區居民與執法單位間的關係， 商家則因鄰近寶可夢基站帶來的人潮受益（商家甚至本身就是寶可補給站）。
由於不少社區地標、公園、歷史建築、甚至電信公司的變電箱設備等被設定為遊戲的「補給點」，遊戲開放下載後，加強了民眾與居住區域的連結。以香港為例，以往有不少公園大多時間只有老人家享用，但遊戲上市後，陸續多了不少年輕人在公園漫步和聚集。其中在平日被「大媽」佔據的天水圍天秀路公園，到晚上有多達千人进行游戏，人群至深夜11、12時仍未散去。
而且，一些行駛速度較慢的公共交通工具如電車、九龍巴士53線等等都因能方便玩家安坐的同時能捕捉宝可梦而客量突然上升   ，其中九龍巴士1A線更加密班次，甚至設有後備車，某程度上亦舒緩了港鐵的擠逼情況。
遊戲設定促使玩家需走出家門，鼓勵與其他玩家接觸。有外地玩家指出，原本生活沒有甚麼朋友，但遊戲推出後在外面玩了數天便認識了25個新朋友。有外國專家認為此遊戲最能幫助抑鬱症患者。出外活動抓寶亦有益健康。台灣一名患有胃癌的男子與醫師討論之後，隨即開始帶著手機步行健身，完整蒐集了臺灣所有的寶可夢。

### 在其他媒體上相關
- 5km的寶可夢的蛋的原型與動畫中滑滑小子的蛋相似
- 動畫中利歐路的蛋基於本遊戲中10km的寶可夢的蛋

## 评价
| 汇总媒体   | 得分          |
| ---------- | ------------- |
| Metacritic | 67/100（iOS） |

| 媒体        | 得分          |
| ----------- | ------------- |
| Destructoid | 3.5/10（iOS） |
| GameSpot    | 7/10（iOS）   |
| IGN         | 7.0/10（iOS） |
| Polygon     | 7.5/10        |
| 卫报        | （iOS）       |
| Time        | [ 27 ]        |

《寶可夢GO》在业界媒体中获得一般的评价。此外任天堂本身也不是將重心放在手機遊戲市場，對作品的投入也比較有限，因此評價與任天堂歷代作品的差異比較大。游戏媒体如IGN和GameSpot都赞同了游戏带来的新的社交方式以及积极影响，同时也指出游戏目前出现的技术问题和浅薄的游戏形式。

### 营收
《宝可梦GO》在全球范围内获得极高的话题性，并且在商业方面获得极大的成功。游戏在2016年7月6日上线后不到一个月便获得了超过1亿次的下载记录。而吉尼斯世界纪录在8月时宣布游戏打破了五项世界纪录。截止至9月8日，《宝可梦GO》的全球下载量超过了5亿次，并且成为史上最快获得5亿美元收入的电子游戏。任天堂方面认为《宝可梦GO》的全球热潮也为在同年稍后发售的主系列作品《精靈寶可夢 太陽／月亮》进行了充分的预热；该作品在美国地区前两周的销量达到370余万份，成为任天堂在美国有史以来销量最快的游戏。
在2016年11月，曾在东日本大地震中受灾严重的宫城县和福岛县以及发生了2016年熊本地震的熊本县为复苏经济，与Niatnic以及《宝可梦GO》展开限时联动，通过提高特定宝可梦的出现率来拉动当地旅游业。根据报道，这次活动为该地区带来了超过10万名游客和20亿日元的收入。

### 安全問題

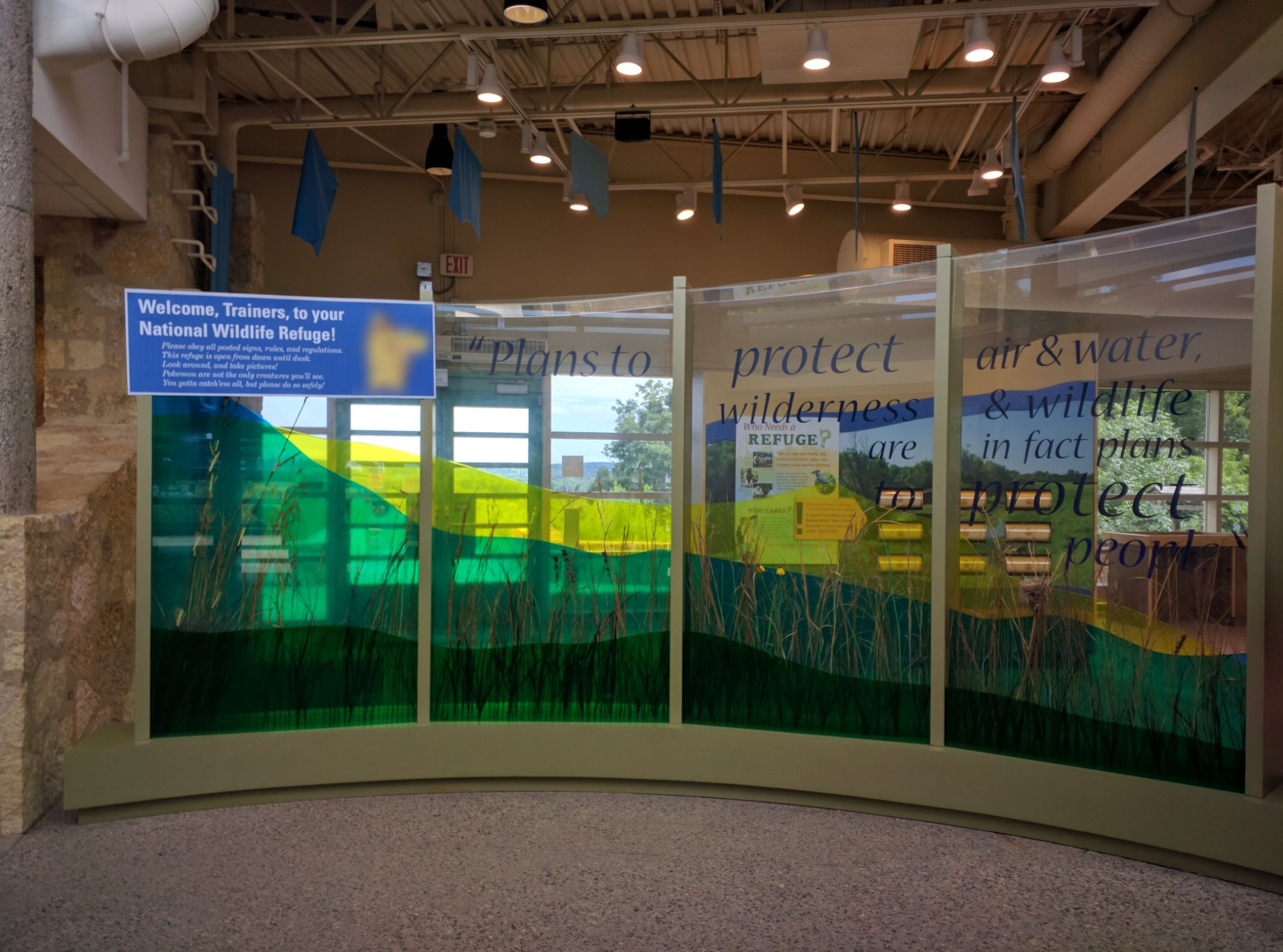
在明尼蘇達谷國家野生動物保護區遊客中心，提示玩Pokémon Go玩家要安全地玩耍

该游戏上市雖引起熱潮、改善了為玩遊戲不出門或待在網咖的問題，但也引发了不少意外事故及隱憂。在世界各地，已有不少民眾因開車或是騎車时玩寶可夢而發生車禍和交通事故，有些民眾邊走邊玩寶可夢也因疏於個人安全而發生交通意外。游戏在日本上架前，日本內閣安全中心罕有地針對遊戲可能引發的問題提出9點注意事項，提醒玩家游玩时注意人身及信息安全，同時亦考慮屏蔽重要景點（國會、皇居等）成為「空區」，以防產生混亂。多名日本女性在回家途中玩寶可夢時遭遇到尾隨和骚扰，日本警方呼籲，邊走邊使用智慧型手機會使人對於周遭環境失去警戒，容易讓犯罪者有機可乘。 2016年7月9日，在瓜地馬拉的奇基穆拉，一名18歲Pokémon GO玩家因闖入私人地方被戶主開槍射殺。台灣在開放後的一個月內，就已有超過200名玩家因玩遊戲時違反《道路交通管理處罰條例》被处罚，全台各地因玩寶可夢GO而遭取締件數高達7417件，堪稱世界首例。中国大陆国家新闻出版广电总局也以安全问题为由，宣布暂不受理《宝可梦GO》及同类游戏的审批，并正协调对该类型游戏组织开展安全评估
2017年11月，普渡大學經濟學家Mara Faccio和John McConnell的一篇题为《Death by Pokémon GO》的研究报告认为，数据显示Pokémon GO的推出可能显著增加了交通事故发生率。游戏开发方则已于2016年11月增加玩家时速限制功能，避免处在高速移动下的玩家（包括驾驶员和乘客）沉迷游戏而忽略周边安全。

### 環境問題
道場或補給站出現稀有寶可夢，常湧進人群喧鬧並留下大量垃圾影響交通、環境安寧跟衛生，例如臺灣臺北北投公園、新竹南寮漁港的抓寶亂象；北市警局北投分局對此實施甲（稀有寶）乙（一般寶）丙（普通尋寶）三級交通管制，新竹市警局第一分局亦依寶可夢等級規劃A（稀有最高級怪獸）B（中高級怪獸）C（普通級怪獸）三級勤務。，亦出現玩家為爭奪道館控制權動武。一些紀念戰爭或是屠殺的敏感場所由於湧入大批抓寶玩家，被認為對該地紀念的人事物顯得很不尊重，包括波蘭的奧斯威辛集中營、美國華盛頓特區的納粹大屠殺紀念館、日本的廣島和平紀念公園、柬埔寨的吐斯廉屠殺博物館均要求遊戲公司撤點或是公告禁止玩家抓寶。日本三重縣伊勢神宮、島根縣出雲大社等神社也有類似禁止抓寶公告，不過也有千葉縣茂原市的本山藻原寺公告歡迎抓寶但亂丟垃圾將被寺方人員「真人決鬥」的詼諧勸導公告。不過亦有政府機構歡迎寶可夢GO，日本鳥取縣政府歡迎玩家前往鳥取沙丘參與寶可夢GO遊戲。

### 城鄉差距
由於遊戲的補給站位置根據另一款遊戲Ingress而決定位置，大都市在可能在一處地區出現大量Pokestop，容易聚集玩家，但在一些鄉會卻可能出現難以補給的情況。例如在日本島根縣海士町遊戲在日本推出後並沒出現補給站，直到9月18日，遊戲開發商才把其加上去。福建也有類似情況，在台灣推出後，金門縣及連江縣沒有補給站以及找不到寶可夢，直到8月16日才能解決。所在區域人口密度大小也會影響。

### 動物權利
善待動物組織在官方部落格發表一篇文章，指出「寶可夢GO」玩家在玩遊戲的同時，容易改變他們對真實動物的對待方式。他們認為遊玩「寶可夢GO」，和將真的動物從荒野中抓走，關進馬戲團裡虐待，並無太大差異，並呼籲大家別將寶可夢從牠們家人身邊帶走、抓進寶貝球中，寶可夢應該也有自由的權利。該組織建議沉迷於「寶可夢GO」的玩家，把對於虛擬寶可夢的熱情轉移到真實的動物身上，幫助被關在海洋樂園裡的虎鯨、被囚禁在馬戲團裡的老虎。

## 備註
1. ↑  Pokémon Go於7月7日開放美國地區，17日開放加拿大地區，19日開放予波多黎各。
2. ↑  Pokémon Go在歐洲開放下載日期有別，7月13日開放予德國，14日予英國[4]，15日開放意大利、西班牙和葡萄牙三國，16日開放至餘下歐洲各國，24日开放法国。
3. ↑  臺灣媒體亦常以「寶可夢GO」對應、捕捉舉動則稱「抓寶」。值得注意的是該遊戲由美方主導開發，即使日本官網並無官譯而採原名。
4. ↑  原定只有日本、韓國及義大利的社群日延期